# Graafschap Stolberg
Stolberg was een tot de Opper-Saksische Kreits behorend graafschap binnen het Heilige Roomse Rijk.
zie ook wapen van Stolberg
In 1210 wordt Stolberg voor het eerst vermeld als bezit van een graaf uit het grafelijk huis Hohenstein zich van Stalberg noemt. In 1417 sluit de graaf van Stolberg een erfverbroederingsverdrag met de graaf van Wernigerode. Dit heeft tot gevolg dat in 1429 het graafschap Wernigerode in personele unie komt met het graafschap Stolberg. De graven blijven bij voorkeur in Stolberg resideren. Sinds 1439 zijn Kelbra en Heringen gemeenschappelijk bezit van Stolberg en Schwarzberg.
Ten gevolge van het huwelijk van graaf Botho van Stolberg met Anna van Königstein komt het graafschap Königstein en de aanspraken op het graafschap Rochefort in 1535 Lodewijk van Stolberg. Deze tweede zoon van de graaf van Stolberg is in het testament van de laatste graaf van Königstein aangewezen als zijn opvolger.
Na de dood van graaf Botho in 1538 wordt hij opgevolgd door zijn oudste zoon Wolfgang. De zoons van Wolfgang zijn bij het overlijden van hun vader in 1552 nog minderjarig. Daarom komt de regering aan hun ooms Lodewijk van Stolberg-Königstein en  
Albrecht Georg. Als Wolfgang Ernst in 1572 meerderjarig wordt, wordt hij mederegent. Albrecht Georg erft in 1577 via zijn zuster de heerlijkheid Schwarza van het graafschap Henneberg. Na de dood van Christof in 1581 gaat Königstein verloren aan het keurvorstendom Mainz, slechts Gedern en Ortenberg blijven aan het huis Stolberg. 
Inmiddels is de dynastie in grote financiële problemen gekomen door verkeerde investeringen in de mijnbouw. 
Na de dood van Albrecht Georg wordt er op 17 augustus 1587 een verdelingsverdrag gesloten.
De drie zoons van graaf Wolfgang:
- Wolfgang Ernst krijgt het graafschap Wernigerode (uitgestorven 1606)
- Jan krijgt Stolberg krijgt het graafschap Stolberg (uitgestorven 1631)
- Hendrik krijgt Hohenstein (1598 Hohenstein verloren, uitgestorven in 1615)

Hun neven Lodewijk Georg en Christof II krijgen Gedern en Ortenberg (onderdelen graafschap Königstein) en Schwarza. In 1608 worden Kelbra en Heringen en in 1613 het verpande Roßlau aan deze tak overgedragen.
Op 31 mei 1645 vindt er een nieuwe verdeling plaats van de landen van het huis Stolberg.
- Hendrik Ernst krijgt het graafschap Wernigerode, Schauen, de aanspraak op het ambt Elbingerode en op de Stapelburg en het woud van Hohenstein, Gedern (deel van het graafschap Königstein), Schwarza en Ilsenburg.
- Johan Martin krijgt het graafschap Stolberg, de ambten Hayn, Wolfsberg, Ebersburg, de aanspraak op Groß-Bodungen, ruïne en ambt Hohenstein, de verpande aandelen in Kelbra en Heringen, het verpande Roßla en ten slotte Ortenberg (deel van het graafschap Königstein).

Na de dood van Johan Martin in 1669 delen zijn zoons op 10 oktober 1671.
- Christof Lodewijk krijgt Ortenberg, Gedern en het aandeel in Münzenberg. Verder het ambt Hohenstein
- Frederik Willem krijgt het graafschap Stolberg, met name de ambten Stolberg, Hayn en Wolfsberg. (uitgestorven 1684)
- gemeenschappelijk blijven de verpande ambten Kelbra, Heringen en Roßla.

Na de dood van Frederik Willem in 1684 vindt de hereniging plaats.
Na de dood van graaf Christof Lodewijk I van Stolberg-Stolberg in 1704 worden de landen en bezittingen op 19 juli 1706 en in 1719 tussen zijn twee zoons verdeeld. 
- Christof Frederik krijgt de stad Stolberg en de ambten Stolberg en Hayn. Verder Hohenstein.
- Joost Christiaan krijgt de ambten Roßla, Questenberg, Ebersburg, Bärenrode en Wolfsberg. Deze vormen samen het graafschap Stolberg-Roßla. Daarnaast krijgt hij Ortenberg van het graafschap Königstein.

Op 13 mei 1737 wordt de primogenituur ingevoerd. In 1738 moeten de graven voor het graafschap Stolberg het oppergezag van het keurvorstendom Saksen erkennen en daarmee gaat defacto het 'Reichsunmittelbare' karakter van het graafschap verloren. In 1803 wordt de autonomie door Saksen verder beperkt.
In paragraaf 17 van de Reichsdeputationshauptschluss van 25 februari 1803 krijgen de vorsten en graven van Stolberg voor het verlies van het graafschap Rochefort en hun aanspraken op Königstein een eeuwigdurende rente van 30.000 gulden toegewezen.
In artikel 24 van de Rijnbondakte van 12 juli 1806 wordt het Stolbergse deel van het graafschap Königstein onder de soevereiniteit gesteld van het groothertogdom Hessen-Darmstadt.
Op het Congres van Wenen in 1815 verliest het koninkrijk Saksen een groot deel van zijn gebied, waaronder Stolberg aan het koninkrijk Pruisen. Hetzelfde geldt voor Kelbra en Heringen. Schwarzburg-Rudolstadt staat zijn aandeel in deze twee gebieden in 1819 af aan Pruisen.

## Bestuurlijke indeling omstreeks 1780
- ambt Stolberg
- ambt Hayn